# لاکرانزا
لاکرانزا (به انگلیسی: Lochranza) یک روستا در بریتانیا است که در ایرشر شمالی واقع شده‌است. لاکرانزا ۲۵۰ نفر جمعیت دارد.